# ميدالية فيليبس الذهبية
تُمنح ميدالية فيليبس الذهبية للشخص الذي يرى الحكام أنه الأكثر إسهامًا في تصميم طوابع البريد البريطانية في السنوات الأخيرة. أسس هذه الجائزة هاوي جامع الطوابع البريطاني البارز ريجينالد م. فيليبس. يبلغ عرض الميدالية ثلاث بوصات، وهي مصنوعة من معدن الذهب عيار 22 قيراطًا. يحتفظ بها الفائز.
كانت تُمنح في الأصل كل خمس سنوات، ويبدو الآن أنها تُمنح بشكل غير منتظم.

## الفائزون بالميدالية
- 1969 ديفيد جنتلمان.
- 1974 ستيوارت روز. [2]
- 1979 ديفيد جنتلمان.
- 1984 أدريان جورج، فنان.
- 1989 باري روبنسون من البريد الملكي البريطاني.
- 1995 هوارد براون، مصمم جرافيك.
- 2004 جيفري ماثيوز.[3][4]

## روابط خارجية
- ريجينالد فيليبس - جامع الطوابع